# Bicyclus ugandae
Bicyclus ugandae är en fjärilsart som beskrevs av Riley 1926. Bicyclus ugandae ingår i släktet Bicyclus och familjen praktfjärilar. Inga underarter finns listade i Catalogue of Life.